# قسم جايدشت الريفي (مقاطعة فيروزآباد)
قسم جايدشت الريفي (بالفارسية: دهستان جایدشت) هي منطقة سكنية تقع في قسم في إيران. يقدر عدد سكانها بـ 12,079 نسمة .